# Гаранжин, Владимир Андреевич
Владимир Андреевич Гаранжин (3 мая 1914, хутор Нижнетиховский, Верхнедонской район  — 2 июня 2008, город Каменск-Шахтинский, Ростовская область) — журналист, прозаик, член Союза журналистов СССР. Участник Великой Отечественной войны, награждён.

## Биография
Родился 3 мая 1914 года в хуторе Нижнетиховском. Окончил Сталинградский педагогический техникум, затем работал на тракторном заводе. Владимир Андреевич с 1930-х годов работал на Дону, был корреспондентом и редактором в районных газетах. Член литературной группы при газете «Даёшь трактор!» Сталинградского тракторного завода. Интересовался литературной деятельностью Михаила Александровича Шолохова, на творческих семинарах обсуждал новые главы романов «Тихий Дон» и «Поднятая целина». С Шолоховым познакомился в 1939 году, встречался с писателем по служебным делам, в то время Гаранжин работал ответственным секретарём газеты «Донской коммунар» Базковского района. Рассказ «Молодая старость» В. А. Гаранжина, как начинающего автора, был опубликован в молодёжной газете и Михаил Шолохов указал не только на недостатки этого рассказа, но и посоветовал как избавиться от них. Шолохов пишет к Гаранжину 26 мая 1939 года: «внимательная и вдумчивая учёба на лучших образцах — произведениях прежних и нынешних рассказчиков». В 1950 году в Вёшенском Доме культуры Михаил Шолохов произнёс приветственную речь на районном совещании передовиков сельского хозяйства, которую записал Владимир Гаранжин. После совещания Гаранжин попросил Шолохова отредактировать её для печати и через полчаса Михаил Шолохов «прислал исправленный, дополненный и заново переписанный от руки текст речи <...> Эта речь вошла в восьмой том Собрания сочинений писателя».
Владимир Андреевич Гаранжин с 1954 года жил в Каменске. Работал в районной газете, написал несколько книг для детей, опубликовал юмористические рассказы и сказки, автор книг «Как ёжик зиму перезимовал» (1977), «Сестрицы Розы» (1986).
Скончался 2 июня 2008 года в городе Каменске.